# Вирджинио Розета
Вирджинио Розета (на италиански: Virginio Rosetta) е бивш италиански футболист, защитник и треньор.

## Кариера
Розета дебютира за Про Верчели в италианската първа дивизия (предшественик на Серия А) в сезон 1919/20, като нападател. По-късно той се преквалифицира в ефективен защитник.
По това време Про Верчели е един от големите италиански отбори, а Розета печели две скудети с тях през 1921 и 1922 г. Дебютира за Италия на летните олимпийски игри през 1920 г., формирайки партньорство с Ренцо Де Веки.
През 1923 г. преминава в Ювентус, където за първи път е заплатен като футболист. Той печели първата си титла през 1926 г. и е неразделна част от отбора, който печели 5 последователни скудети през 1930-те години на миналия век, служейки като капитан на клуба.
Розета спечелва общо 8 национални първенства, като последните 5 са титли от Серия А, което е италиански рекорд. Само трима други играчи, Джанлуиджи Буфон, Джовани Ферари и Джузепе Фурино, също спечелват 8 титли в италианските първенства.

### Национален отбор
Розета е ключов футболист на италианския национален отбор през цялата си кариера, откакто се присъединява през 1920 г. Той играе общо 52 пъти за Италия. Участва на летните олимпийски игри през 1920 г., и е част от състава, който се класира на четвърто място на летните олимпийски игри през 1924 г. и печели бронзовия медал на летните олимпийски игри през 1928 г. Розета също е част от отбора, който печели световното първенство през 1934 г.

## Отличия

### Футболист

#### Отборни
Про Верчели
- Серия А: 1920/21, 1921/22

Ювентус
- Серия А: 1925/26, 1930/31, 1931/32, 1932/33, 1933/34, 1934/35

#### Международни
Италия
- Олимпийски бронзов медал: 1928
- Световно първенство по футбол: 1934

### Треньор
Ювентус
- Копа Италия: 1938

Палермо
- Серия Б: 1947/48